# Fondation Christopher-et-Dana-Reeve
Pour les articles homonymes, voir Reeve.
La fondation Christopher-et-Dana-Reeve (en anglais, la Christopher and Dana Reeve Foundation) est une organisation caritative qui siège à Millburn (New Jersey, États-Unis), dont le but est de trouver des traitements contre les paralysies d'origine neurologique, d'améliorer les conditions de vie des personnes touchées en attendant ce traitement, et de récolter des fonds pour y parvenir.
En 2006, la fondation déclare avoir déjà alloué plus de 64 millions de dollars à la recherche, et plus de 8 millions à l'amélioration de la qualité de vie des personnes atteintes.

## Histoire
L'association est fondée en 1982 sous le nom de American Paralysis Foundation (fondation pour les Américains paralysés).

En 1995, lorsque Christopher Reeve — célèbre acteur américain et interprète des Superman au cinéma — devient tétraplégique à la suite d'une chute de cheval, il promet d'apporter son soutien à cette organisation, et il lui prête son nom. Elle est alors rebaptisée Christopher Reeve Foundation (fondation Christopher-Reeve).

Lorsque Christopher Reeve meurt le 10 octobre 2004 à l'âge de 52 ans, Dana Reeve, son épouse depuis 12 ans et la mère de son dernier enfant, continue d'assumer le rôle qu'elle jouait au sein de la fondation aux côtés de son mari. En août 2005, on diagnostique chez Dana Reeve un cancer du poumon dont elle meurt six mois plus tard, le 6 mars 2006, à l'âge de 44 ans. Peu après le premier anniversaire de sa mort, soit le 11 mars 2007, l'association est rebaptisée Christopher and Dana Reeve Foundation (en français, la fondation Christopher-et-Dana-Reeve).